# Lucio Calpurnio Pisone Frugi
Lucio Calpurnio Pisone Frugi (in latino Lucius Calpurnius Piso Frugi; ... – 261) fu un usurpatore dell'imperatore romano Gallieno, la cui storicità è però posta in discussione, essendo l'inaffidabile lista dei Trenta Tiranni della Historia Augusta l'unica fonte.
La Historia afferma che Pisone discendeva dalla gens Calpurnia e che ricevette il titolo Frugi per i morigerati costumi; è anche possibile che abbia avuto il titolo Thessalicus.
Dopo la sconfitta e cattura dell'imperatore Valeriano per mano dei Sasanidi (260), il suo collega e successore, il figlio Gallieno, inviò Valente Tessalonico a sopprimere la ribellione dei Macriani, che si erano messi alla testa dell'esercito d'oriente. Secondo la Historia, Pisone fu inviato da Macriano (non è chiaro se fosse il padre o il figlio) in Achaea (Grecia), per uccidere Valente. Invece Pisone si diresse in Tessaglia, ove si proclamò imperatore, prima di essere ucciso dai soldati di Valente.